# آلودگی نفتی نفت‌کش پرستیژ

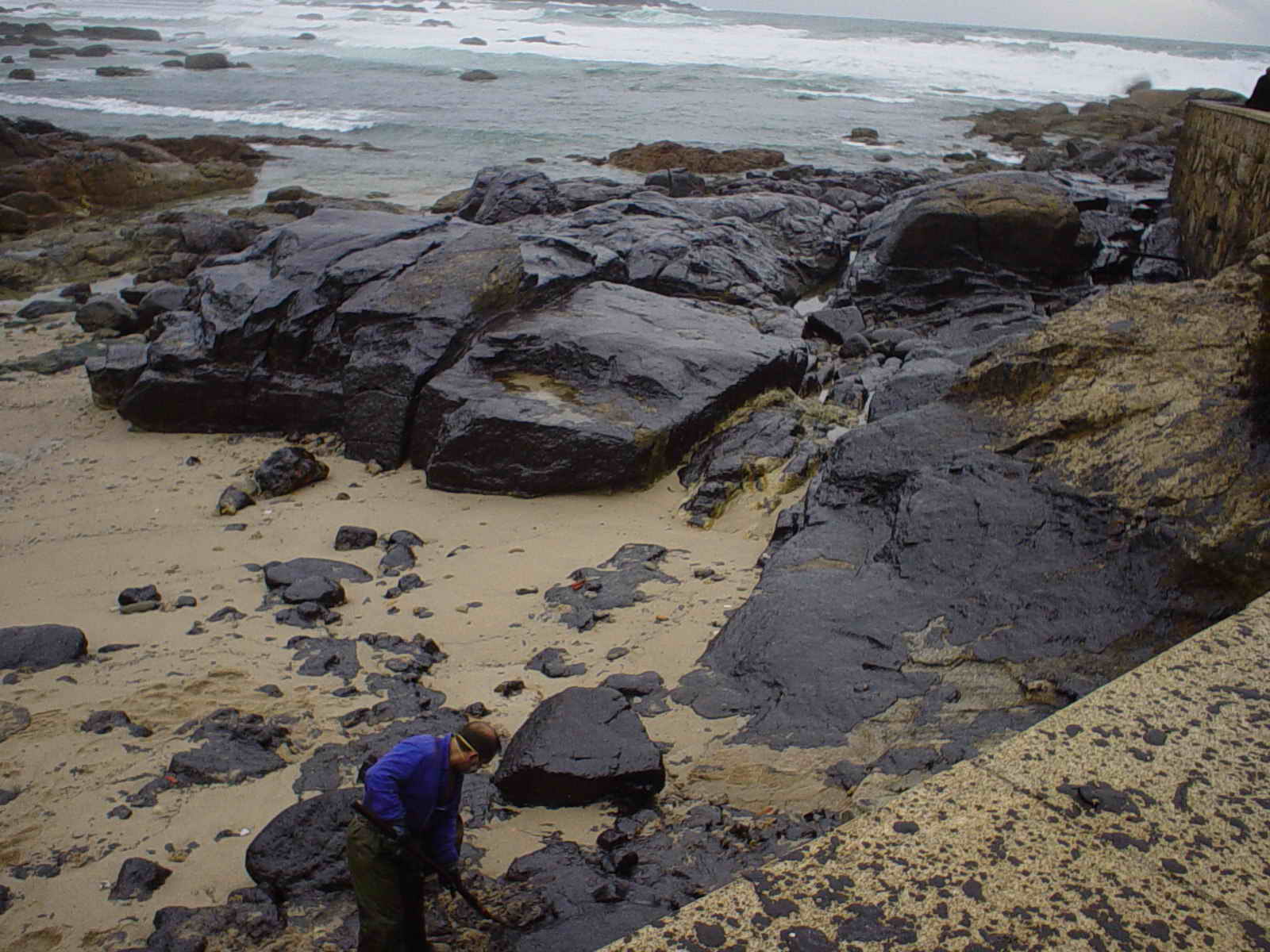
آلودگی به‌جامانده بر ساحل ایالت گالیسیا

آلودگی نفتی نفتکش پرستیژ یکی از بزرگترین فجایع زیست‌محیطی قرن بیستم به حساب می‌آید که در تاریخ ۱۹ نوامبر ۲۰۰۲ در اثر برخورد کشتی نفت‌کش پرستیژ به سواحل ایالت گالیسیا انجام شد و هزاران کیلومتر از نوار ساحلی کشورهای اسپانیا و فرانسه را آلوده کرد. همچنین خسارت زیادی به صنعت ماهی‌گیری این مناطق زد.